# VfL Wolfsburg (nữ)
Câu lạc bộ bóng đá nữ VfL Wolfsburg là một bộ phận của công ty bóng đá VfL Wolfsburg Fußball GmbH tại Đức. Câu lạc bộ hiện đang chơi tại Bundesliga, hạng đấu cao nhất của bóng đá nữ Đức và giành thành tích hai lần liên tiếp vô địch UEFA Women's Champions League vào các năm 2013 và 2014.

## Lịch sử
Tiền thân của VfL Wolfsburg là VfR Eintracht Wolfsburg, câu lạc bộ thành lập từ năm 1973 và là thành viên sáng lập giải vô địch bóng đá nữ Đức Bundesliga. Vào ngày 1 tháng 7 năm 2003 đội chính thức liên kết với VfL Wolfsburg.
Mùa giải đầu tiên của họ với tên mới là mùa 2003–04, khi đó đội kết thúc ở vị trí thứ 8 tại giải vô địch quốc gia. Mùa giải tiếp theo Wolfsburg kết thúc ở vị trí 12 và phải xuống chơi ở giải hạng hai. Tuy nhiên họ ngay lập tức giành quyền lên chơi ở Bundesliga mùa 2005–06. Họ vươn lên vị trí thứ 5 vào mùa 2009–10, và nhờ sự đầu tư mạnh mẽ chỉ hai mùa sau trở thành á quân Bundesliga 2011–12.
Vào mùa giải 2012–13 Wolfsburg lần đầu tiên giành chức vô địch UEFA Women's Champions League. Trước đó họ cũng lần đầu tiên vô địch Bundesliga. Họ là đội bóng nữ Đức thứ hai sau 1. FFC Frankfurt hoàn tất cú ăn ba sau khi giành nốt cúp quốc gia nữ. Họ cùng FC Bayern München (nam) giúp Đức trở thành quốc gia đầu tiên có cả đội nam và nữ có cú ăn ba trong cùng một mùa giải. Mùa giải sau đó (2013–14) họ trở thành câu lạc bộ nữ Đức đầu tiên bảo vệ thành công chức vô địch Champions League.

## Cầu thủ
Tính đến 18 tháng 1 năm 2022

### Đội hình hiện tại
Ghi chú: Quốc kỳ chỉ đội tuyển quốc gia được xác định rõ trong điều lệ tư cách FIFA. Các cầu thủ có thể giữ hơn một quốc tịch ngoài FIFA.
| Số | VT | Quốc gia | Cầu thủ           |
| -- | -- | -------- | ----------------- |
| 1  | TM | Đức      | Almuth Schult     |
| 2  | HV | Hà Lan   | Lynn Wilms        |
| 4  | HV | Đức      | Kathrin Hendrich  |
| 5  | HV | Đức      | Lena Oberdorf     |
| 6  | HV | Hà Lan   | Dominique Janssen |
| 7  | TĐ | Đức      | Pauline Bremer    |
| 8  | TV | Đức      | Lena Lattwein     |
| 9  | TV | Đức      | Anna Blässe       |
| 10 | TĐ | Đức      | Svenja Huth       |
| 11 | TĐ | Đức      | Alexandra Popp    |
| 12 | TM | Đức      | Julia Kassen      |
| 13 | HV | Đức      | Felicitas Rauch   |
| 14 | TV | Hà Lan   | Jill Roord        |

| Số | VT | Quốc gia  | Cầu thủ               |
| -- | -- | --------- | --------------------- |
| 16 | TĐ | Đức       | Sandra Starke         |
| 17 | TĐ | Ba Lan    | Ewa Pajor             |
| 18 | TĐ | Hà Lan    | Joëlle Smits          |
| 20 | TV | Đức       | Pia-Sophie Wolter     |
| 21 | TĐ | Thụy Điển | Rebecka Blomqvist     |
| 22 | TV | Hà Lan    | Shanice van de Sanden |
| 23 | HV | Đức       | Sara Doorsoun         |
| 24 | HV | Đức       | Joelle Wedemeyer      |
| 28 | TĐ | Đức       | Tabea Waßmuth         |
| 30 | TM | Đức       | Lisa Weiß             |
| 31 | TV | Đức       | Lotta Cordes          |
| 33 | TV | Đức       | Turid Knaal           |
| 77 | TM | Ba Lan    | Katarzyna Kiedrzynek  |

### Cho mượn
Ghi chú: Quốc kỳ chỉ đội tuyển quốc gia được xác định rõ trong điều lệ tư cách FIFA. Các cầu thủ có thể giữ hơn một quốc tịch ngoài FIFA.
| Số | VT | Quốc gia | Cầu thủ                                                  |
| -- | -- | -------- | -------------------------------------------------------- |
| —  | TV | Đức      | Anna-Lena Stolze (tại FC Twente đến 30 tháng 6 năm 2022) |

## Ban huấn luyện
Tính đến 4 tháng 7 năm 2021
| Chức vụ                 | Tên                           |
| ----------------------- | ----------------------------- |
| Huấn luyện viên trưởng  | Tommy Stroot                  |
| Trợ lí huấn luyện viên  | Sabrina Eckhoff Kim Kulig     |
| Huấn luyện viên thủ môn | Eike Herding Alisa Vetterlein |

## Danh hiệu
- UEFA Women's Champions League:

- Vô địch: 2012–13, 2013–14
- Á quân: 2015–16, 2017–18, 2019–20

- Bundesliga:

2012–13, 2013–14, 2016–17, 2017–18, 2018–19, 2019–20
- DFB-Pokal:

2012–13, 2014–15, 2015–16, 2016–17, 2017–18, 2018–19, 2019–20, 2020–21

## Thành tích tại Cúp châu Âu
| Mùa giải | Vòng        | Đối thủ             | Sân nhà                      | Sân khách                    | Tổng tỉ số                   |
| -------- | ----------- | ------------------- | ---------------------------- | ---------------------------- | ---------------------------- |
| 2012–13  | Vòng 32 đội | RTP Unia Racibórz   | 6–1                          | 5–1 f                        | 11–2                         |
| 2012–13  | Vòng 16 đội | Røa IL              | 4–1 f                        | 1–1                          | 5–2                          |
| 2012–13  | Tứ kết      | Rossiyanka          | 2–1 f                        | 2–0                          | 4–1                          |
| 2012–13  | Bán kết     | Arsenal             | 2–1 f                        | 2–0                          | 4–1                          |
| 2012–13  | Chung kết   | Lyon                | 1–0 ( London)                | 1–0 ( London)                | 1–0 ( London)                |
| 2013–14  | Vòng 32 đội | Pärnu JK            | 13–0                         | 14–0 f                       | 27–0                         |
| 2013–14  | Vòng 16 đội | LdB Malmö           | 3–1                          | 2–1 f                        | 5–2                          |
| 2013–14  | Tứ kết      | FC Barcelona        | 3–0 f                        | 2–0                          | 5–0                          |
| 2013–14  | Bán kết     | Turbine Potsdam     | 4–2 f                        | 0–0                          | 4–2                          |
| 2013–14  | Chung kết   | Tyresö FF           | 4–3 ( Lisbon)                | 4–3 ( Lisbon)                | 4–3 ( Lisbon)                |
| 2014–15  | Vòng 32 đội | Stabæk              | 2–1                          | 1–0 f                        | 3–1                          |
| 2014–15  | Vòng 16 đội | SV Neulengbach      | 7–0                          | 4–0 f                        | 11–0                         |
| 2014–15  | Tứ kết      | FC Rosengård        | 1–1 f                        | 3–3                          | 4–4                          |
| 2014–15  | Bán kết     | Paris Saint-Germain | 0–2 f                        | 2–1                          | 2–3                          |
| 2015–16  | Vòng 32 đội | Spartak Subotica    | 4–0                          | 0–0 f                        | 4–0                          |
| 2015–16  | Vòng 16 đội | Chelsea             | 2–0                          | 2–1 f                        | 4–1                          |
| 2015–16  | Tứ kết      | Brescia             | 3–0 f                        | 3–0                          | 6–0                          |
| 2015–16  | Bán kết     | Frankfurt           | 4–0 f                        | 0–1                          | 4–1                          |
| 2015–16  | Chung kết   | Lyon                | 1–1 (3–4 p) ( Reggio Emilia) | 1–1 (3–4 p) ( Reggio Emilia) | 1–1 (3–4 p) ( Reggio Emilia) |
| 2016–17  | Vòng 32 đội | Chelsea             | 1–1                          | 3–0 f                        | 4–1                          |
| 2016–17  | Vòng 16 đội | Eskilstuna          | 3–0                          | 5–1 f                        | 8–1                          |
| 2016–17  | Tứ kết      | Lyon                | 1–0                          | 0–2 f                        | 1–2                          |
| 2017–18  | Vòng 32 đội | Atlético Madrid     | 3–0 f                        | 12–2                         | 15–2                         |
| 2017–18  | Vòng 16 đội | Fiorentina          | 4–0 f                        | 3–3                          | 7–3                          |
| 2017–18  | Tứ kết      | Slavia Prague       | 1–1                          | 5–0 f                        | 6–1                          |
| 2017–18  | Bán kết     | Chelsea             | 3–1 f                        | 2–0                          | 5–1                          |
| 2017–18  | Chung kết   | Lyon                | 1–4 (s.h.p.) ( Kyiv)         | 1–4 (s.h.p.) ( Kyiv)         | 1–4 (s.h.p.) ( Kyiv)         |
| 2018–19  | Vòng 32 đội | Þór/KA Akureyri     | 1–0 f                        | 2–0                          | 3–0                          |
| 2018–19  | Vòng 16 đội | Atlético Madrid     | 6–0                          | 4–0 f                        | 10–0                         |
| 2018–19  | Tứ kết      | Lyon                | 1–2 f                        | 2–4                          | 3–6                          |
| 2019–20  | Vòng 32 đội | Mitrovica           | 10–0 f                       | 5–0                          | 15–0                         |
| 2019–20  | Vòng 16 đội | Twente              | 1–0                          | 6–0 f                        | 7–0                          |
| 2019–20  | Tứ kết      | Glasgow City        | 9–1 ( San Sebastián)         | 9–1 ( San Sebastián)         | 9–1 ( San Sebastián)         |
| 2019–20  | Bán kết     | Barcelona           | 1–0 ( San Sebastián)         | 1–0 ( San Sebastián)         | 1–0 ( San Sebastián)         |
| 2019–20  | Chung kết   | Lyon                | 1–3 ( San Sebastián)         | 1–3 ( San Sebastián)         | 1–3 ( San Sebastián)         |
| 2020–21  | Vòng 32 đội | Spartak Subotica    | 5–0 f                        | 2–0                          | 7–0                          |
| 2020–21  | Vòng 16 đội | LSK Kvinner         | 2–0                          | 2–0 f                        | 4–0                          |
| 2020–21  | Tứ kết      | Chelsea             | 1–2 f                        | 0–3                          | 1–5                          |

f Trận lượt đi. 